# Маанселькя
Ма́анселькя (фин. Maanselkä — «хребет земли», устар. Маанселькэ) или Ма́нселькя — горный массив на северо-востоке Финляндии, он простирается вдоль российско-финляндской границы (Мурманская область на севере, Карелия на юге) от Норвегии до Карелии.

## География
Средняя высота 300—400 м (до 718 м, гора Сокости в национальном парке Урхо Кекконена). Массив представляет собой вытянутую дугу шириной до 75 км и длиной более чем на 750 км.
Маанселькя образует водораздел между Белым и Балтийским морем. На некоторой части российско-финляндская граница точно проходит по этому водоразделу. Маанселькя также является важной природной границей между финской тайгой на западе и российской лесотундрой на востоке. Эти различия заметны даже на западном и восточном склонах отдельных гор. Многочисленны озёра и болота, порожистые реки.
Климат умеренно континентальный с продолжительной мягкой зимой (ср. температура января около −12 °С) и коротким прохладным и дождливым летом (ср. температура июля около 15 °С). Годовая сумма осадков от 450 до 700 мм.
В районе горного массива расположен национальный парк Урхо Кекконена, Лемменйоки.
В Маансельке развиты оленеводство и рыболовство, охота. Ведутся лесозаготовки.